# IC 1447
IC 1447 ist eine Spiralgalaxie vom Hubble-Typ Sb im Sternbild Aquarius auf der Ekliptik. Sie ist schätzungsweise 138 Millionen Lichtjahre von der Milchstraße entfernt.
Das Objekt wurde am 29. September 1891 von Edward D. Swift entdeckt.